# Спіліти

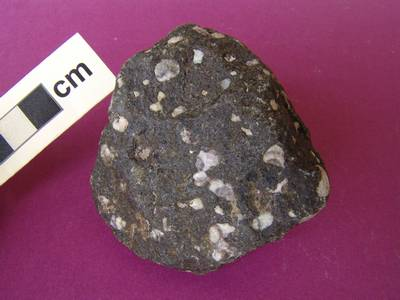
Спіліт.

Спіліти (рос. спилиты, англ. spilites, нім. Spilite m pl) — основні вулканічні (ефузивні), сильно змінені гірські породи, в яких польовий шпат представлений вторинним альбітом. Альбіт заміщається хлоритом, кальцитом та епідотом. Виникають в результаті підводних вивержень. Залягають у вигляді «подушок» лави.
Середній хімічний склад спілітів (% мас): SiO2 46,20-55,17; TiO2 0,55-0,63; Al2O3 17,33-19,95; Fe2O3 0,61-4,02; FeO 4,45-6,04; MnO 0,06-0,77; MgO 6,30-7,24; CaO 1,45-8,69; Na2O 4,85 5,96; К2O 0,012-0,16; Н2O - 0,73-0,75; Н2О+ 3,45-9,41; СО3 0,61-2,69. Характерним є зв'язок С. з офіолітовими серіями.